# Omphale clymene
Omphale clymene är en stekelart som först beskrevs av Walker 1839.  Omphale clymene ingår i släktet Omphale och familjen finglanssteklar. Arten är reproducerande i Sverige. Inga underarter finns listade i Catalogue of Life.